# Whose Line Is It Anyway?
Whose Line Is It Anyway?, vaak afgekort tot Whose Line of WLIIA, is een Engels komisch improvisatietelevisieprogramma waarin diverse theatersport- en improvisatietheater-onderdelen zitten. Het was origineel een Engels radioprogramma, maar werd later aangepast voor televisie, waar het door Channel 4 geproduceerd werd. De presentatie was in handen van Clive Anderson.
De radio-uitzendingen waren vooral om de acteurs John Sessions en Stephen Fry heen gemaakt. Toen de overgang naar televisie gemaakt werd, wilde Fry hier niet aan meewerken. Wel speelde hij zo nu en dan mee als gast. Sessions besloot wel mee te gaan naar de televisieserie, waarin naast hem in wisselende bezetting drie andere acteurs meededen. Veelal waren dit professionele improvisatie-acteurs uit de groep The Comedy Store Players van de Londense Comedy Store, zoals Paul Merton, Josie Lawrence en Sandi Toksvig. Andere vaste gasten uit de beginjaren waren Tony Slattery, Stephen Frost en Mike McShane.

## Verenigde Staten
In de Verenigde Staten is het programma ook uitgezonden, gepresenteerd door Drew Carey.
De uitzendingen waren te zien op de Amerikaanse zender ABC. Vaste gasten waren daar Colin Mochrie, Ryan Stiles en Wayne Brady, die alle drie - maar vooral Mochrie en Stiles - al ervaring hadden opgedaan in de Engelse serie.
Ryan Stiles werkte ook al met Drew Carey samen in The Drew Carey Show. De vierde plek was meestal voor Brad Sherwood, Greg Proops of Chip Esten.
Verder deden bekende sterren als Whoopi Goldberg en Robin Williams een keer mee. De aflevering van Robin Williams in november 2000, was de aflevering met de hoogste kijkcijfers.
In 2002 ging het minder goed met WLIIA, en in de zomer van 2003 werd de show dood verklaard. Toch zond ABC in de zomer van 2004 een zesde seizoen uit, waarmee ABC haar contract nakwam. Dit seizoen bestond slechts uit tien afleveringen. Ook dat bleek niet het einde van Whose Line Is It Anyway? te zijn. Nadat ABC zag hoe goed herhalingen van Whose Line het deden, vroegen ze de producers om nieuwe afleveringen te monteren uit ongebruikt materiaal. Dit resulteerde in een zevende seizoen.
Toen seizoen 7 in mei 2005 klaar was, leek dat toch echt het einde te zijn. ABC verraste door in oktober 2005 een achtste seizoen te laten zien.
"Whose Line Is It Anyway?" werd in Amerika in 2004 opgevolgd door Drew Carey's Green Screen Show, waarbij de live improvisaties achteraf werden aangevuld met animaties.
In 2013 kwam "Whose Line Is It Anyway?" terug op het Amerikaanse televisienetwerk The CW met o.a. oude bekenden Ryan Stiles, Colin Mochrie en Wayne Brady. De host is Aisha Tyler.

## België en Nederland
In België is het programma Onvoorziene Omstandigheden op "Whose Line Is It Anyway?" gebaseerd. Het programma liep op TV2 van de openbare omroep (het huidige Canvas) van 1994 tot 1995.  De presentatie was in handen van Mark Uytterhoeven.
In Nederland is het BNN-programma De Lama's op "Whose Line Is It Anyway?" gebaseerd. Dit programma volgt hetzelfde format, echter de acteurs zijn stand-upcomedians en cabaretiers in plaats van improvisatieacteurs zoals in de Engelse en Amerikaanses versies. Bovendien zijn er in de Nederlandse versie geen muzikale improvisatie-opdrachten, in tegenstelling tot de beide andere versies.